# Ladánybene
Ladánybene è un comune dell'Ungheria di 1 701 abitanti (dati 2005). È situato nella contea di Bács-Kiskun.